# Стент
Стентът (на английски: stent) е малка тръбичка, направена от метал или пластмаса, обичайно с форма на саморазгъваща се мрежичка, която се поставя в артерия, кръвоносен съд или друга куха структура в тялото (например: хранопровода или уретрата), за да я държи отворена. Процедурата по поставяне на стент в тялото се нарича стентиране и е минимално инвазивна, нехирургическа операция, целяща възстановяване проходимостта на артерията.
Съществуват различни видове стентове. Повечето се правят от метална или пластмасова нишка, но има и специфични, например: стентове с лекарство, емболизационни койлове (спирали), стент графтове (ендопротези), които се използват в по-големи артерии за ендоваскуларно лечение на аортна дисекация. Стентовете с лекарство са покрити с лекарствен препарат, който пречи на артериите да се запушват повторно. Като другите стентове на коронарните артерии, и този вид стентове остават в артерията за постоянно.
Стентиране се прилага обикновено за лечение на следните състояния, които са резултат от стеснени или увредени кръвоносни съдове:
- Коронарна болест на сърцето (ангиопластика и стентиране на сърцето),
- Периферна съдова болест (ангиопластика и стентиране на периферните артерии),
- Стеноза на реналната артерия,
- Аневризма на коремната аорта,
- Стеноза на каротидната артерия.[1]

Други причини за използването на стентове са:
- Стеснена или увредена уретра (утретрална стиктура),
- Аневризми, включително аневризми на торакалната аорта,
- Стеснени жлъчни канали,
- Блокиране на дихателните пътища.[1]

Сред желаните характеристики на стентовете са:
- малък напречен профил,
- висока гъвкавост (за приспособяване към извити артерии, жлъчни канали и др.),
- висока биосъвместимост между стента и организма,
- голяма радиална якост,
- благоприятни радиографски свойства (например непрозрачни за рентгенови лъчи маркери в двата края на стента за улесняване видимостта за точното му позициониране),
- наличие на атравматични ръбове (за предотвратяване на травми на стената на артериите),
- възможност за повторно стягане на стента и репозициониране по време на имплантиране,
- полиуретаново покритие на стента (за предотвратяване на туморни враствания).